# Utaka

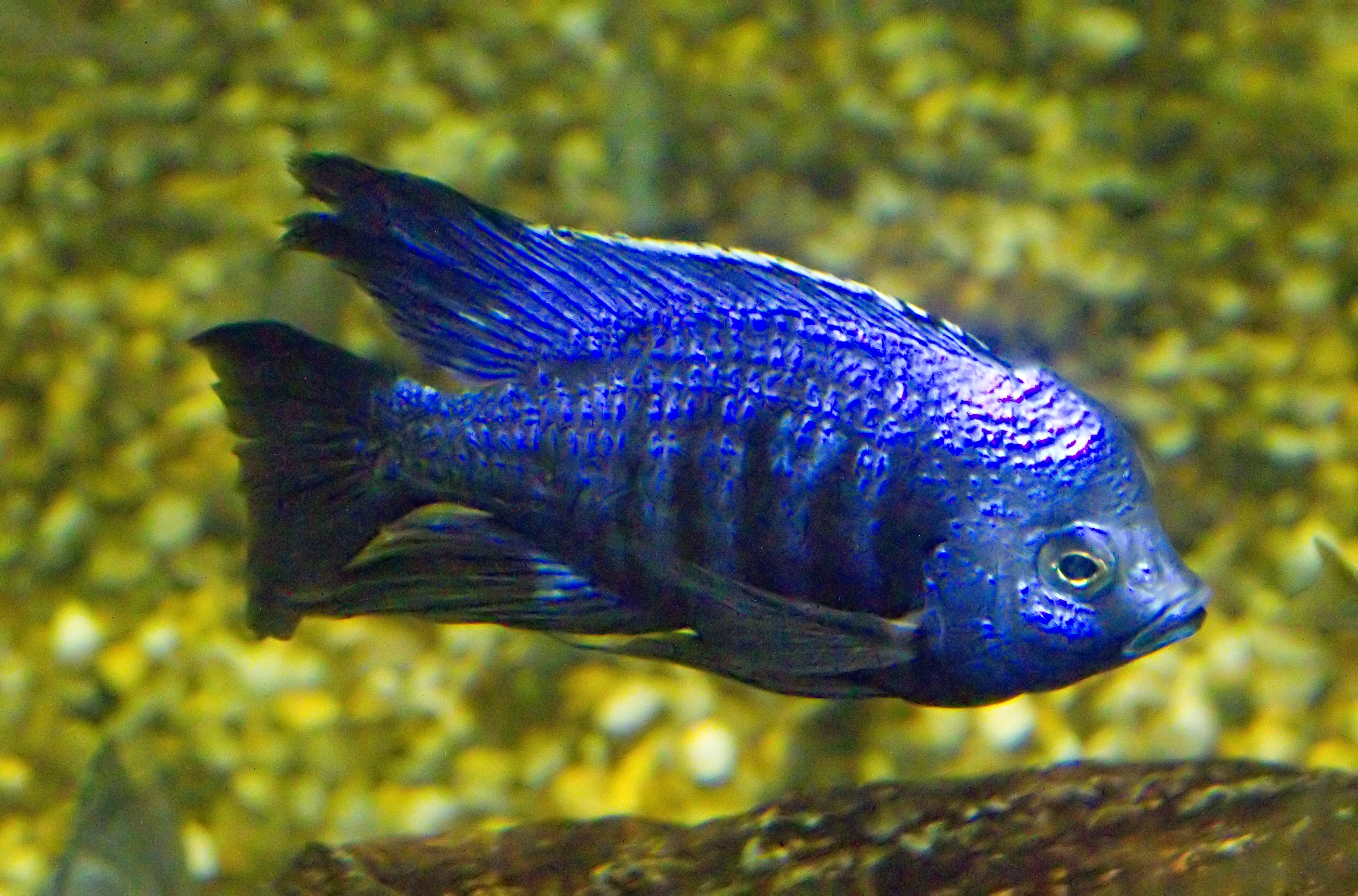
Copadichromis azureus, ♂

Utaka („ooh-TAW-kuh“) ist der Oberbegriff für etwa 30 Buntbarscharten aus dem ostafrikanischen Malawisee. Der Name stammt, wie auch der der Mbuna, von den einheimischen Fischern. Die Utaka-Arten gehören zu den beiden Gattungen Copadichromis, Mchenga und teilweise auch zu Nyassachromis.

## Lebensweise
Utaka-Arten sind nicht wie die Mbuna an Felsbiotope gebunden, sondern leben in teilweise sehr großen, mehrere tausend Individuen und auch verschiedene Arten umfassenden Schwärmen im freien Wasser, aber nahe der felsigen Küste oder über Sandböden. Sie ernähren sich von kleinen planktonischen Krebstieren, die sie gegen die Strömung schwimmend und mit ihren großen Augen fixierend mit ihrem weit vorstreckbaren, röhrenförmigen Maul aufschnappen. Wie fast alle Buntbarsche des Malawisees sind die Utaka Maulbrüter. Obwohl sie im offenen Wasser leben, wurde bei Copadichromis chrysonotus beobachtet, dass die Männchen Reviere im freien Wasser bilden. Diese Beobachtung könnte auch für andere Utaka-Arten zutreffen.